# Bretagne Classic de 2020
A 84.ª edição da clássica ciclista Bretagne Classic (nome oficial: Bretagne Classic - Ouest-France) foi uma corrida na França que se celebrou a 25 de agosto de 2020 com início e final na cidade de Plouay sobre um percurso de 247,8 quilómetros.
A corrida faz parte do UCI WorldTour de 2020, calendário ciclístico de máximo nível mundial, sendo a undécima carreira de dito circuito e foi vencida pelo australiano Michael Matthews do Sunweb. Completaram o pódio, como segundo e terceiro classificado respectivamente, o esloveno Luka Mezgec do Mitchelton-Scott e o francês Florian Sénéchal do Deceuninck-Quick Step.

## Percurso
Para esta edição, a Bretagne Classic foi uma corrida cheia de efemérides já que serviu para celebrar o 20.º aniversário do Campeonato Mundial de Ciclismo realizado no ano 2000, assim mesmo o percurso transitou por Yffiniac, localidade de nascimento de Bernard Hinault, ao que se rendeu homenagem pelo 40.º aniversário de seu primeiro e único ouro mundialista.
A corrida francesa, ademais, situou neste ano a saída na colina Lézot, onde Laurent Fignon ganhou para se converter em campeão de France em 1984 e voltou a visitar, durante o transcurso da mesma, a colina de Pont-neuf, que marcou a história do Grande Prêmio de Plouay entre 1956 e 1975. Foi 17 vezes a subida final da carreira, ainda que em 2020 sua cume situou-se a 2000 metros da linha de meta, que era a mesma do Mundial de Ciclismo de faz 20 anos. Ao todo, a Bretagne Classic teve um percurso de 247,8 quilómetros.

## Equipas participantes
Tomaram parte na carreira 23 equipas: 17 de categoria UCI WorldTeam e 6 de categoria UCI ProTeam. Formaram assim um pelotão de 159 ciclistas dos que acabaram 104. As equipas participantes foram:
| Equipes WorldTeam (16)- AG2R La Mondiale - Astana - Bahrain McLaren - CCC Team - Lotto Soudal - EF Pro Cycling - NTT Pro Cycling - UAE Team Emirates - Movistar Team - Deceuninck-Quick Step - Mitchelton-Scott - Groupama-FDJ - Cofidis - Team Sunweb - Trek-Segafredo - Israel Start-Up Nation Equipes ProTeam (6)- Alpecin-Fenix - Total Direct Énergie - B&B Hotels-Vital Concept p/b KTM - Arkéa-Samsic - Circus-Wanty Gobert - Nippo Delko One Provence |
| |

## Classificações finais
- As classificações finalizaram da seguinte forma:[3]

### Classificação geral
| \| Classificação geral \| Classificação geral \| Classificação geral \| Classificação geral \| Classificação geral \| \| Ciclista \| Ciclista \| Equipe \| Tempo \| \| \| ------------------- \| ------------------- \| ------------------------ \| ------------------- \| ------------------- \| \| 1. \| Michael Matthews \| Team Sunweb \| 6h01m14s \| \| \| 2. \| Luka Mezgec \| Mitchelton-Scott \| + 1s \| \| \| 3. \| Florian Sénéchal \| Deceuninck-Quick Step \| + 1s \| \| \| 4. \| Aimé De Gendt \| Circus-Wanty Gobert \| + 1s \| \| \| 5. \| Alessandro Fedeli \| Nippo-Delko One Provence \| + 1s \| \| \| 6. \| Quinn Simmons \| Trek-Segafredo \| + 1s \| \| \| 7. \| Nils Eekhoff \| Team Sunweb \| + 3s \| \| \| 8. \| Daniel McLay \| Arkéa-Samsic \| + 5s \| \| \| 9. \| Anthony Roux \| Groupama-FDJ \| + 5s \| \| \| 10. \| Iván García Cortina \| Bahrain McLaren \| + 5s \| \| |                     |                          |          |
| |                     |                          |          |
| Fonte: ProCyclingStats |                     |                          |          |
| Classificação geral |                     |                          |          |
| Ciclista | Ciclista            | Equipe                   | Tempo    |
| 1. | Michael Matthews    | Team Sunweb              | 6h01m14s |
| 2. | Luka Mezgec         | Mitchelton-Scott         | + 1s     |
| 3. | Florian Sénéchal    | Deceuninck-Quick Step    | + 1s     |
| 4. | Aimé De Gendt       | Circus-Wanty Gobert      | + 1s     |
| 5. | Alessandro Fedeli   | Nippo-Delko One Provence | + 1s     |
| 6. | Quinn Simmons       | Trek-Segafredo           | + 1s     |
| 7. | Nils Eekhoff        | Team Sunweb              | + 3s     |
| 8. | Daniel McLay        | Arkéa-Samsic             | + 5s     |
| 9. | Anthony Roux        | Groupama-FDJ             | + 5s     |
| 10. | Iván García Cortina | Bahrain McLaren          | + 5s     |

## UCI World Ranking
A Bretagne Classic outorgou pontos para o UCI World Ranking para corredores das equipas nas categorias UCI WorldTeam, UCI ProTeam e Continental. As seguintes tabelas são o barómetro de pontuação e os 10 corredores que obtiveram mais pontos:
| Posição   | 1.º | 2.º | 3.º | 4.º | 5.º | 6.º | 7.º | 8.º | 9.º | 10.º | 11.º | 12.º | 13.º | 14.º | 15.º-20.º | 21.º-30.º | 31.º-50.º | 51.º-55.º | 56.º-60.º |
| Pontuação | 400 | 320 | 260 | 220 | 180 | 140 | 120 | 80  | 68  | 56   | 48   | 40   | 32   | 28   | 24        | 16        | 8         | 4         | 2         |

| Classificação |                     |                          |        |
| Posição       | Ciclista            | Equipo                   | Pontos |
| ------------- | ------------------- | ------------------------ | ------ |
| 1.º           | Michael Matthews    | Sunweb                   | 400    |
| 2.º           | Luka Mezgec         | Mitchelton-Scott         | 320    |
| 3.º           | Florian Sénéchal    | Deceuninck-Quick Step    | 260    |
| 4.º           | Aimé De Gendt       | Circus-Wanty Gobert      | 220    |
| 5.º           | Alessandro Fedeli   | NIPPO DELKO One Provence | 180    |
| 6.º           | Quinn Simmons       | Trek-Segafredo           | 140    |
| 7.º           | Nils Eekhoff        | Sunweb                   | 120    |
| 8.º           | Daniel McLay        | Arkéa Samsic             | 100    |
| 9.º           | Anthony Roux        | Groupama-FDJ             | 80     |
| 10.º          | Iván García Cortina | Bahrain McLaren          | 68     |